# カルロ・マリア・ジュリーニ
カルロ・マリア・ジュリーニ（Carlo Maria Giulini, 1914年5月9日 - 2005年6月14日）は、イタリア出身の指揮者。世界的な名声と比べて、特定のポストに就いていた期間が短く、孤高の巨匠として知られる。少年時代を北イタリアのドイツ語圏ボルツァーノ（ジュリーニ誕生の時点ではオーストリア領で1919年に正式にイタリア領に編入）で過ごしたこともあって完全にネイティブなドイツ語を話し、イタリアオペラ以上にドイツ系レパートリーを得意としていた。

## 略歴

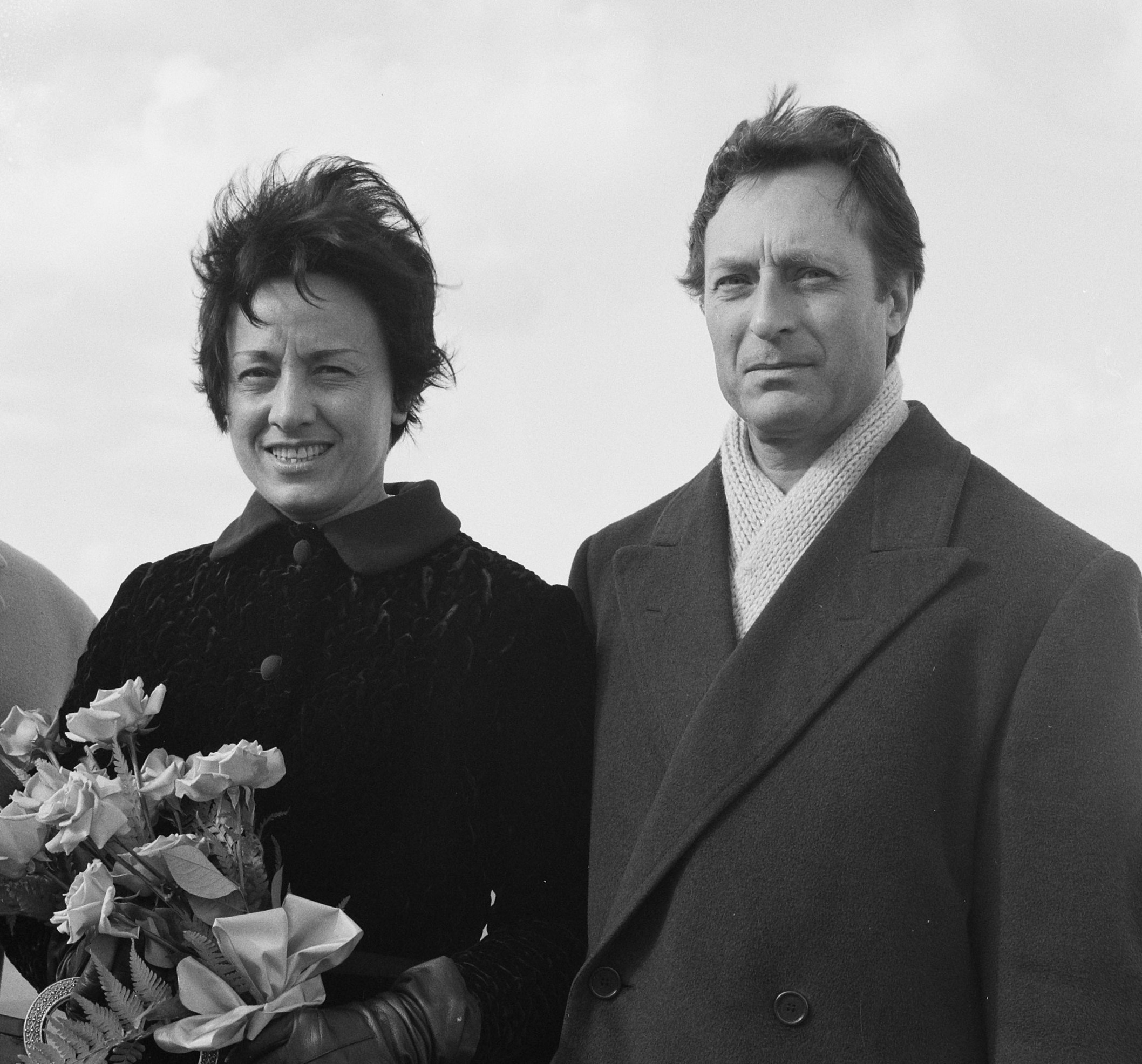
妻と

プッリャ州北部のバルレッタに生まれる。最初はヴァイオリンを学んだが、サンタ・チェチーリア国立アカデミア管弦楽団のヴィオラ奏者として出発している。さらにサンタ・チェチーリア音楽院のアレッサンドロ・ブスティーニ（Alessandro Bustini）に作曲を学んだ。ヴィオラ奏者時代には、客演したブルーノ・ワルターなどの当時の大指揮者の指揮に触れる機会を得る。
- 1946年 - ローマRAI交響楽団首席指揮者。
- 1950年 - ミラノRAI交響楽団首席指揮者。
- 1953年 - ミラノ・スカラ座の音楽監督となるも、1956年に辞任。
- 1969年 - シカゴ交響楽団の首席客演指揮者。
- 1973年 - ウィーン交響楽団の首席指揮者。
- 1978年 - ロサンジェルス・フィルハーモニックの音楽監督。このときチョン・ミョンフンがアシスタントを勤め、副指揮者となっている。
- 1984年 - 夫人の病気のためロサンジェルス・フィルハーモニックの音楽監督を辞任。これ以降演奏旅行の範囲をヨーロッパに限定したため、晩年来日が待ち望まれながらも実現しなかった。

以後、フリーの指揮者としてウィーン・フィルハーモニー管弦楽団、ベルリン・フィルハーモニー管弦楽団、ロイヤル・コンセルトヘボウ管弦楽団などヨーロッパの名門オーケストラに客演する。
1998年に指揮活動から引退。ミラノに在住していた。墓所は北イタリアのボルツァーノにある。
ジュリーニは39歳で名門ミラノ・スカラ座の音楽監督に就任し、EMIと契約してフィルハーモニア管弦楽団と多数の録音を残すなど早くから活躍しているが、日本において名声を確立したのは、シカゴ交響楽団と録音したシューベルト、ドヴォルザーク、ブルックナー、マーラーの各交響曲第9番のいわゆる「第九」シリーズが発売され、ロサンジェルス・フィルハーモニックの音楽監督に就任した1970年代後半になってからである。また、ウィーン・フィルと完成させたブラームス交響曲全集、ロサンジェルス・フィルとのベートーヴェンの交響曲、ベルリン・フィルとのモーツァルトの交響曲でも高い評価を受けた。最晩年にはミラノ・スカラ座フィルハーモニー管弦楽団とともにベートーヴェンの交響曲全集のレコーディングに取り組んだが「第九」を録音せずに死去し、プロジェクトは未完に終わった。
ジュリーニの録音は、フィルハーモニア管弦楽団やウィーン交響楽団、客演時代のシカゴ交響楽団など比較的初期のものがEMIレーベルに、シカゴ交響楽団やロサンジェルス・フィルハーモニック、ウィーン・フィルハーモニー管弦楽団などとの演奏がドイツ・グラモフォンレーベル、ロイヤル・コンセルトヘボウ管弦楽団、バイエルン放送交響楽団などとの演奏がソニー・クラシカルレーベルに残されている。また、BBCレジェンド・レーベルよりイギリスでのライヴ録音が発掘されている。その演奏スタイルはきわめて精緻なスコアの読みから導き出されたもので、一音たりともおろそかにしない姿勢から紡ぎだされる音楽は、ドイツ的な構築性とイタリア的な流麗さを両立させた独自のスタイルであった。
ウラディミール・ホロヴィッツからも深い信頼を寄せられ、1987年には82歳のホロヴィッツの希望により共演を果たし、モーツァルトのピアノ協奏曲23番を演奏、録音した。